# Джеймі Клейтон
Джеймі Клейтон (англ. Jamie Clayton; нар. 15 січня 1978, Сан-Дієго, Каліфорнія, США) — американська акторка та модель. Найбільш знана за ролями Номі Маркс в оригінальному серіалі Netflix «Восьме чуття», Саші Букер у третьому сезоні серіалу «Останній кандидат», Тесс Ван Де Берг у серіалі Showtime «Секс в іншому місті: Покоління Q», а також Пінхеда у фільмі «Повсталий з пекла» 2022 року.

## Ранні роки
Росла у Сан-Дієго, Каліфорнія. Батько, Говард Клейтон, був захисником у кримінальних справах, а мати, Шеллі, займалася організацією заходів. У 19 років Клейтон переїхала до Нью-Йорка, щоб продовжити кар'єру візажистки.

## Кар'єра
2010 року працювала візажисткою і співведучою першого шоу про макіяж на каналі VH1 «TRANSform Me». Наступного року зіграла повторювану роль Кайли в третьому сезоні серіалу HBO «Жеребець». 2012 року зіграла головну роль Мішель Дарнелл в інтерактивному веб-серіалі «Брудна робота», який отримав нагороду «Еммі», і роль Карли Фейверс в серіалі «Ми вже там?». Була оповідачем дитячого роману «Мелісса» про юну трансгендерну дівчину.
В оригінальному телесеріалі Netflix «Восьме чуття», прем'єра якого відбулася 5 червня 2015 року, виконала роль однієї з восьми головних персонажів. У серіалі Клейтон зіграла Номі Маркс, трансжінку, політичну блогерку та хакерку з Сан-Франциско. Вона сказала, що проєкт «Восьме чуття» її зацікавив насамперед через можливість зіграти трансгендерного персонажа, написаного режисерами Ліллі та Ланою Вачовскі, і бути з ними на знімальному майданчику. Як фанатку наукової фантастики та Джлзефа Майкла Стражинськи зокрема, також привернуло її до цього проєкту.
Знялася у фільмі 2016 року «Неоновий демон» і трилері 2017 року «Сніговик».
2019 року знялася у ролі Саші Букер у третьому сезоні серіалу Netflix «Останній кандидат».
У перших трьох сезонах знімалася в «Секс в іншому місті: Покоління Q», продовженні оригінального «Секс в іншому місті» від Showtime. Зіграла гостьову роль у серіалі The CW «Розвелл, Нью-Мексико».
2021 року приєдналася в ролі антагоніста до фільму «Повсталі з пекла».

## Особисте життя
Клейтон — трансгендерна жінка. 2011 року відзначена журналом «Out» в рамках щорічної нагороди «Out 100».

## Фільмографія
| Рік       |    | Українська назва                 | Оригінальна назва        | Роль                  |
| --------- | -- | -------------------------------- | ------------------------ | --------------------- |
| 2010      | с  |                                  | TRANSform Me             | у ролі себе           |
| 2011      | с  | Жеребець                         | Hung                     | Кайла                 |
| 2012      | ф  | Брудна робота                    | Dirty Work               | Мішель                |
| 2012      | с  | Ну що, приїхали?                 | Are We There Yet?'       | Карла                 |
| 2013      | с  | Суєта                            | Hustling                 | Надя                  |
| 2015—2018 | с  | Восьме чуття                     | Sense8                   | Номі Маркс            |
| 2016      | ф  | Неоновий демон                   | The Neon Demon           | директорка з кастингу |
| 2016      | с  | Мотив                            | Motive                   | Евері                 |
| 2016      | мс | Кінь БоДжек                      | Bojack Horseman          | мама віслюка          |
| 2016      | с  |                                  | Same Same                | Ніям                  |
| 2017      | вг | Mass Effect: Andromeda           | Mass Effect: Andromeda   | Джиєн Гарсон          |
| 2017      | ф  | Сніговик                         | The Snowman              | Едда                  |
| 2017      | ф  |                                  | The Chain                | лікарка Раян          |
| 2019      | с  | Останній кандидат                | Designated Survivor      | Саша Букер            |
| 2019—2023 | с  | Секс в іншому місті: Покоління Q | The L Word: Generation Q | Тесса Ван Де Берг     |
| 2020      | с  | Розвелл, Нью-Мексико             | Roswell, New Mexico      | різні ролі            |
| 2020      | с  | Рівні                            | Equal                    | Крістін Йоргенсен     |
| 2022      | ф  | Повсталий з пекла                | Hellraiser               | Священник             |
| 2024      | мс | Сутінки богів                    | Twilight of the Gods     | Ейл                   |